# 噠叻仔區
噠叻仔區（泰語： Khwaeng Talat Noi）是曼谷三攀他旺县的一个区，亦是曼谷唐人街历史悠久的街区。金佛寺、圣玫瑰教堂、泰国汇商银行噠叻仔分行、苏恒泰宅邸是该区著名历史建筑。“噠叻仔”是曼谷本地华裔称呼，“噠叻”是泰语“市场”一词的音译；其泰语名意为“小市场”。
噠叻仔地区最早的定居者要追溯到阿瑜陀耶时期的葡萄牙人。1786年，葡人在此设立圣玫瑰堂。之后，华人、安南人、高棉人亦在此定居。噠叻仔亦是曼谷最早的码头的所在地。如今，噠叻仔是重要的曼谷华裔文化观光地。街头巷尾多有涂鸦壁画，因此这里是感受华裔传统和潮流艺术氛围的好去处 。
前泰国银行行长黃培謙出生于此，他是20世纪70年代泰国著名的经济学家。
噠叻仔亦是泰国华人名菜泰式鸡肉炒粿条的发源地。

## 图集

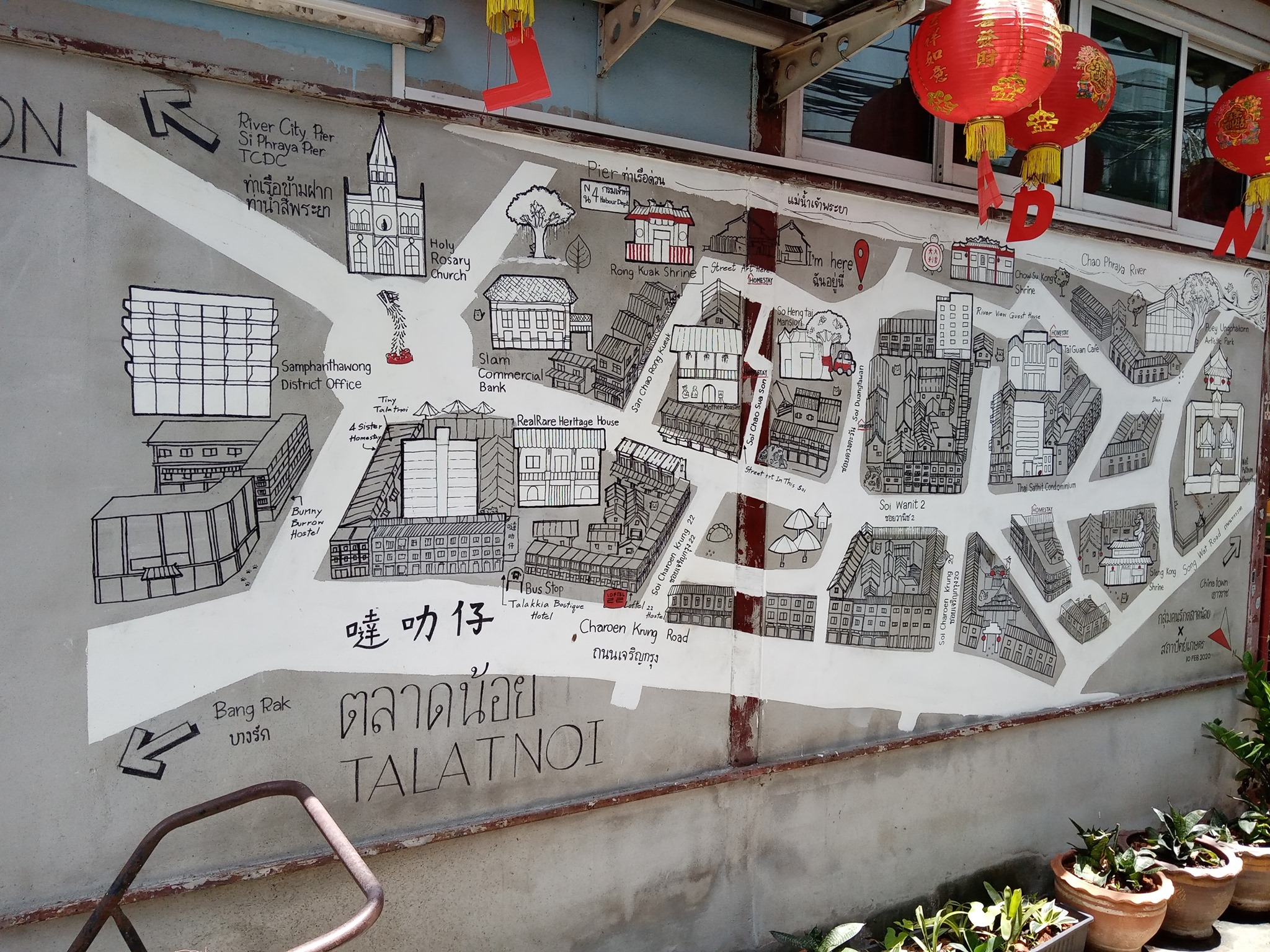
墙面地图
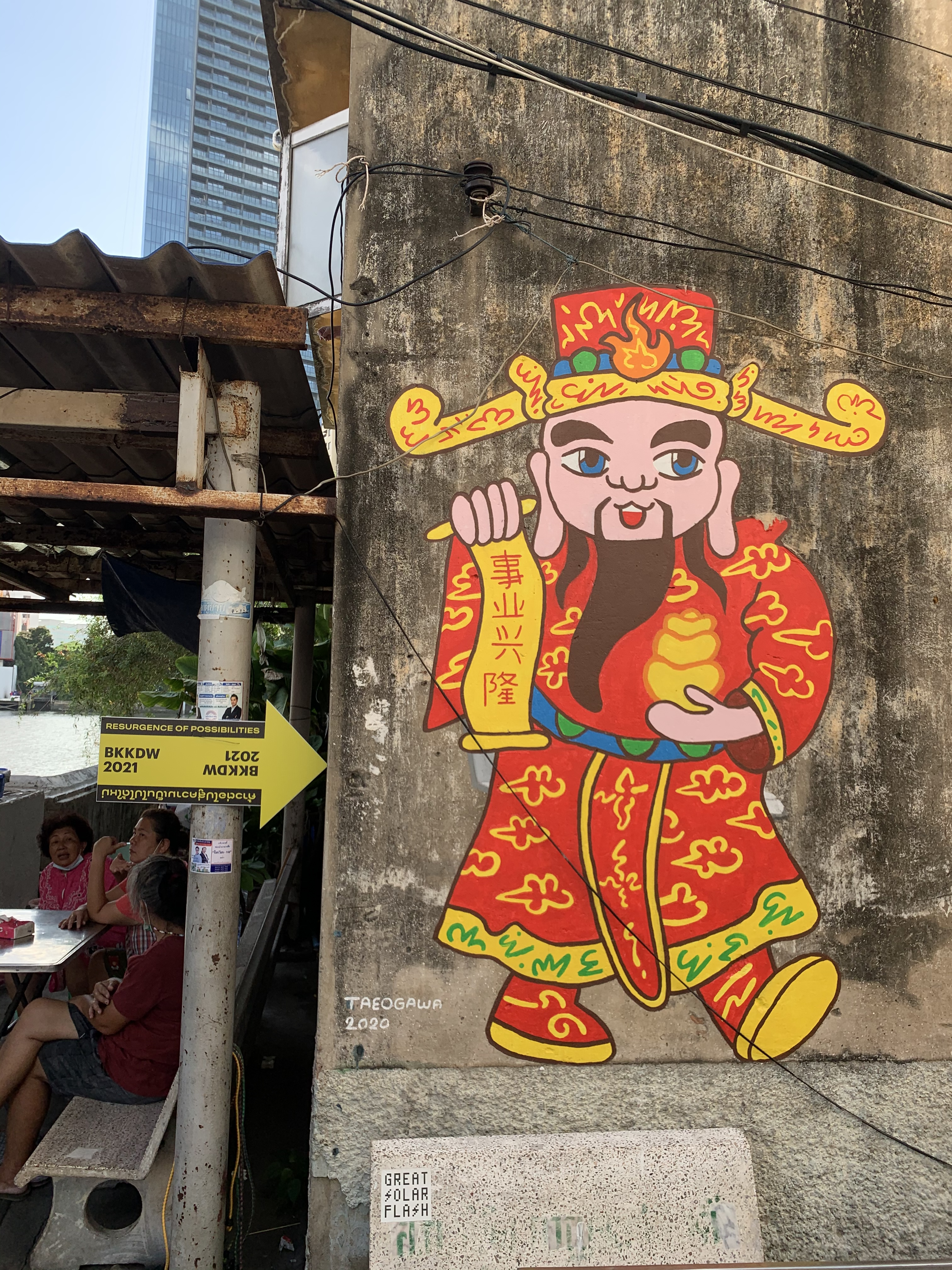
街头壁画
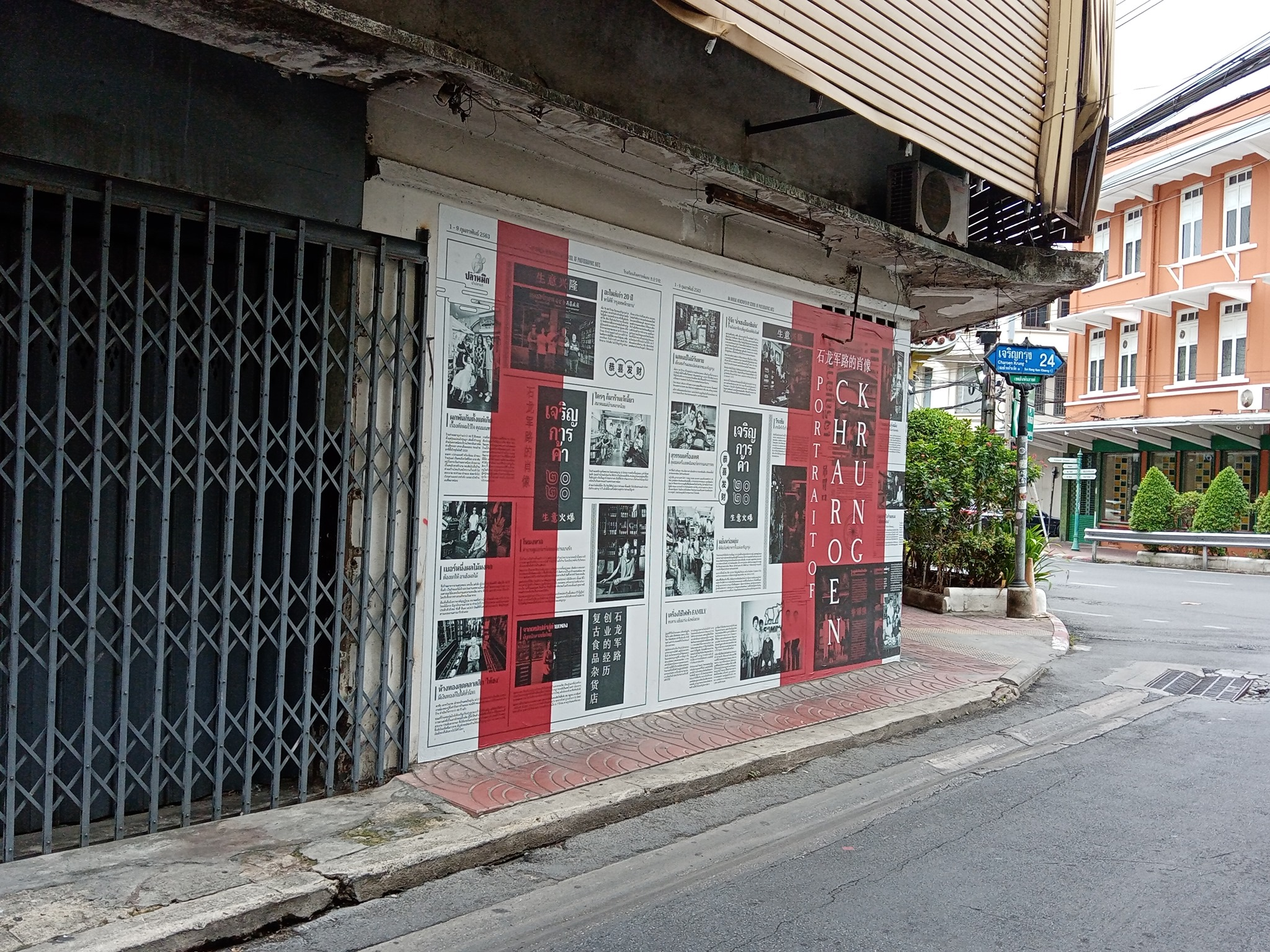
石龙军路历史展板
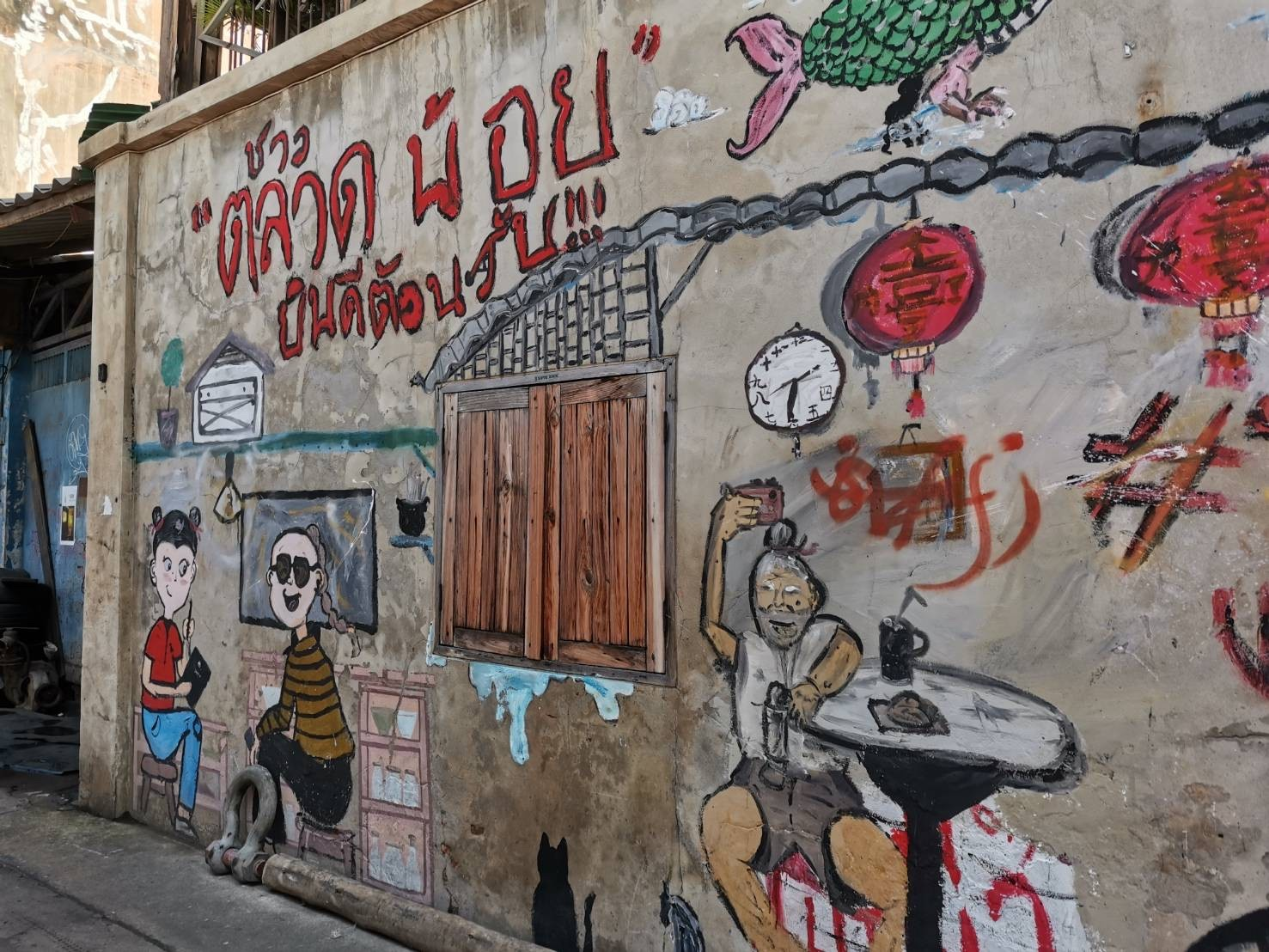
街头涂鸦
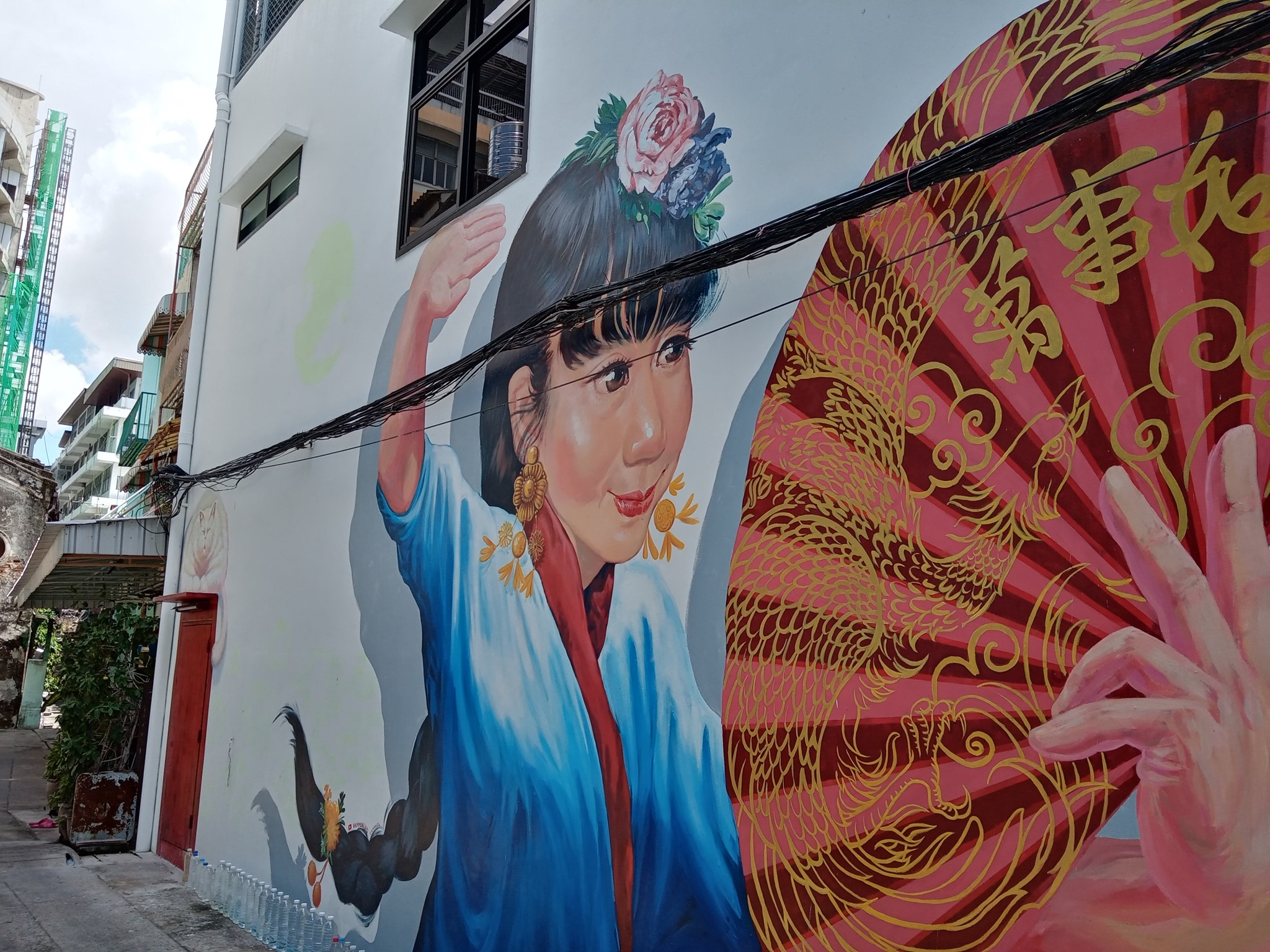
街头壁画
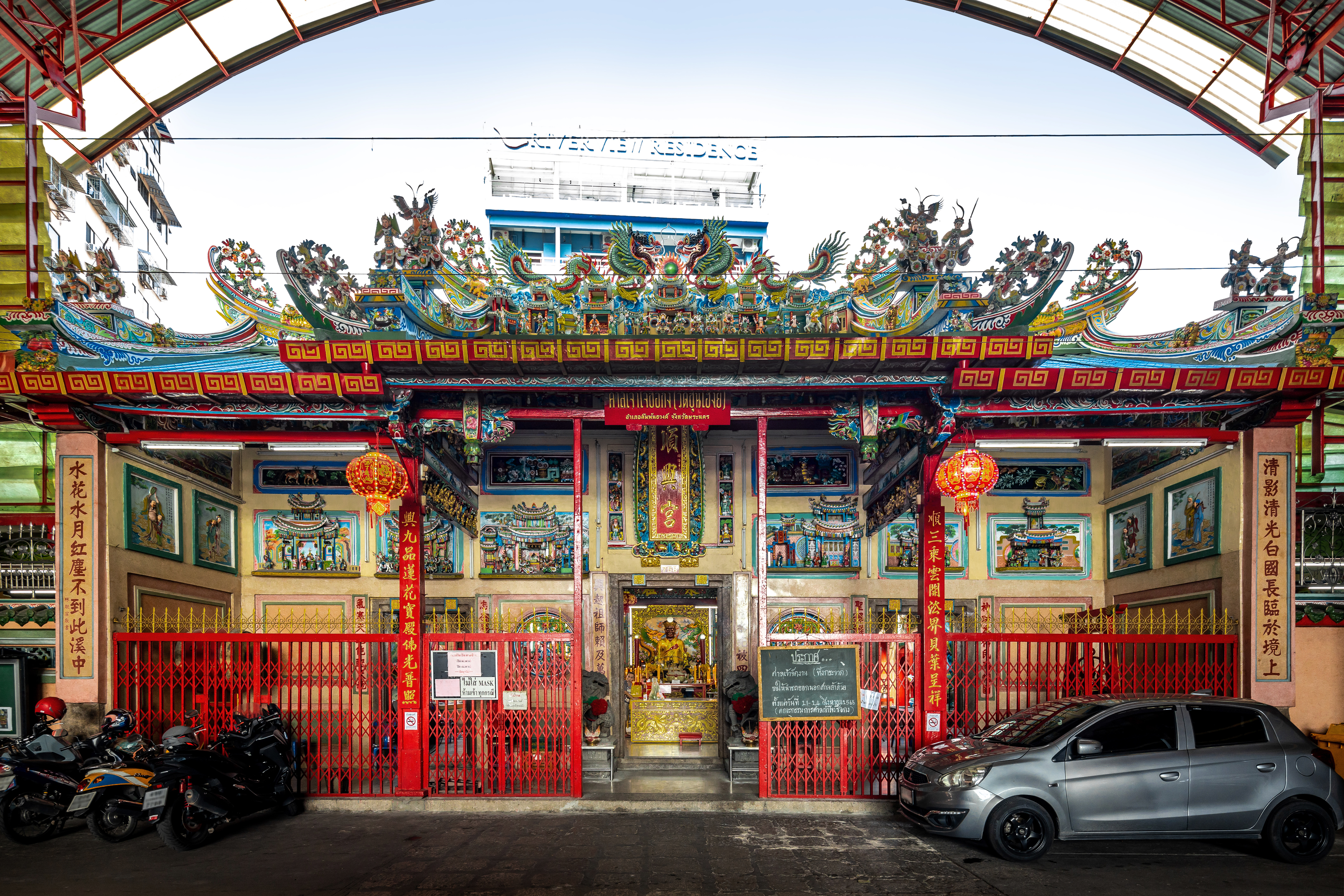
顺兴宫清水祖师爷庙